# Peter van Hal
Peter van Hal ist ein ehemaliger niederländischer Skispringer und heutiger Sportkommentator bei Eurosport.

## Werdegang
Bei den ersten Niederländischen Meisterschaften 1992, die im Schweizer St. Moritz ausgetragen wurden, gewann er hinter Maarten Homan die Silbermedaille. In der Folge begann van Hal mit dem Springen im Skisprung-Continental-Cup. Dabei gelangen ihm bis zum Ende seiner Karriere jedoch keine Punkteerfolge. Bei den Niederländischen Meisterschaften 1993 gewann er seinen ersten nationalen Titel. Zudem gewann er im gleichen Jahr auch die Flachland-Meisterschaften in Meinerzhagen. Ebenfalls 1993 war er der erste Niederländer, der von einer Flugschanze sprang.
1994 gewann er bei den Niederländischen Meisterschaften in Oberwiesenthal seinen zweiten nationalen Titel. Diesen Erfolg wiederholte er 1995 zum dritten Mal in Folge.
Bei den Nordischen Skiweltmeisterschaften 1995 in Thunder Bay sprang van Hal von der Großschanze auf 63,5 Meter, womit er nach dem ersten Durchgang als 56. und damit Letzter ausschied. Von der Normalschanze schied er mit 55,5 Metern ebenfalls nach Durchgang eins als 56. aus und konnte auch nur den Bulgaren Georgi Scharkow schlagen. Im gleichen Jahr startete er auch bei der Winter-Universiade, kehrte aber ohne Erfolge nach Bad Mitterndorf, wo er während seiner aktiven Laufbahn lebte, zurück. Wenig später trat er mangels Erfolgs vom aktiven Sport zurück.
1999 übernahm er einen Posten als Sportkommentator bei Eurosport. 2011 war er einer der Juroren bei der Sendung „Vliegende Hollanders“ auf SBS 6.